# Caladenia cristata
Caladenia cristata är en orkidéart som beskrevs av Richard Sanders Rogers. Caladenia cristata ingår i släktet Caladenia och familjen orkidéer. Inga underarter finns listade i Catalogue of Life.